# Tauró balena
El tauró balena (Rhincodon typus) és una espècie de tauró orectolobiforme de la família dels rincodòntids. És el peix més gros del món; pot sobrepassar els 15 metres de longitud i arribar a pesar més de 20 tones. Viu en aigües càlides tropicals i subtropicals.
Presenta un cos hidrodinàmic, allargat i robust, la cua pot arribar a mesurar més de 2,5 metres de punta a punta i la seva gran boca tindria la capacitat per empassar-se una foca nedant de costat. Són animals d'un color grisós fosc, amb taques blanques o groguenques per tot el cos. És més fosc que la majoria de taurons. De la mateixa manera que les balenes, s'alimenta únicament de plàncton i de petits peixos.

## Morfologia
El seu ventre és totalment blanc, mentre que el seu dors és d'un color grisenc, més fosc que la majoria dels taurons, amb multitud de pigues i línies horitzontals i verticals de color blanc o groguenc, de tal manera que s'assembla a un tauler d'escacs. Aquestes taques representen un patró únic en cada espècimen, per la qual cosa s'utilitzen per identificar-los i per censar la seva població. La seva pell pot arribar a tenir 10 centímetres de gruix.
El seu cos és hidrodinàmic, allargat i robust, i presenta diversos ressalts longitudinals al cap i el dors. El seu cap és ample i aplanat, i en els seus laterals se situen dos petits ulls, darrere dels quals hi ha els espiracles. La seva enorme boca pot arribar a mesurar 1,5 metres d'ample, capacitat suficient per a albergar a una foca nedant de costat, i en les seves mandíbules es troben multitud de files de petites dents. Té cinc grans parells de brànquies, les esquerdes són enormes. Posseeix un parell d'aletes dorsals i aletes pectorals, sent aquestes últimes molt poderoses. La cua d'aquests éssers pot mesurar més de 2,5 metres de costat a costat.
En els taurons balena joves l'aleta superior de la cua és més gran que l'aleta inferior, en canvi la cua d'un adult té forma de mitja lluna, i és la que els proporciona la propulsió. No obstant això, el tauró balena no és un nedador eficient, ja que utilitza tot el cos per nedar, la qual cosa no sol ser freqüent en els peixos, i per això es desplaça a una velocitat mitjana de 5 km/h, una velocitat relativament lenta per un peix de tan enorme grandària.

## Hàbitat
El tauró balena viu en els oceans i mars càlids, a prop dels tròpics. Es creu que són peixos pelàgics, però en determinades temporades migren grans distàncies cap a zones costaneres, com Ningaloo Reef a Austràlia Occidental, Utila a Hondures, Donsol i Batangas a les Filipines, l'illa de Holbox a l'estat de Quintana Roo, a la península de Yucatán, Mèxic, i les illes de l'arxipèlag de Zanzíbar (Pemba i Unguja), a la costa de Tanzània.
Encara que és freqüent trobar-lo mar endins, també és possible veure'l a prop de la costa, entrant en llacunes o en atols de corall, i a prop de les desembocadures o estuaris dels rius. Sol romandre dins dels ± 30 ° de latitud, i a una profunditat de 700 metres. Sol actuar de forma solitària, encara que de tant en tant formen grups per alimentar-se en zones amb grans concentracions de menjar. Els mascles poden trobar-se en llocs més dispars, mentre que les femelles prefereixen romandre en llocs més concrets.

## Alimentació

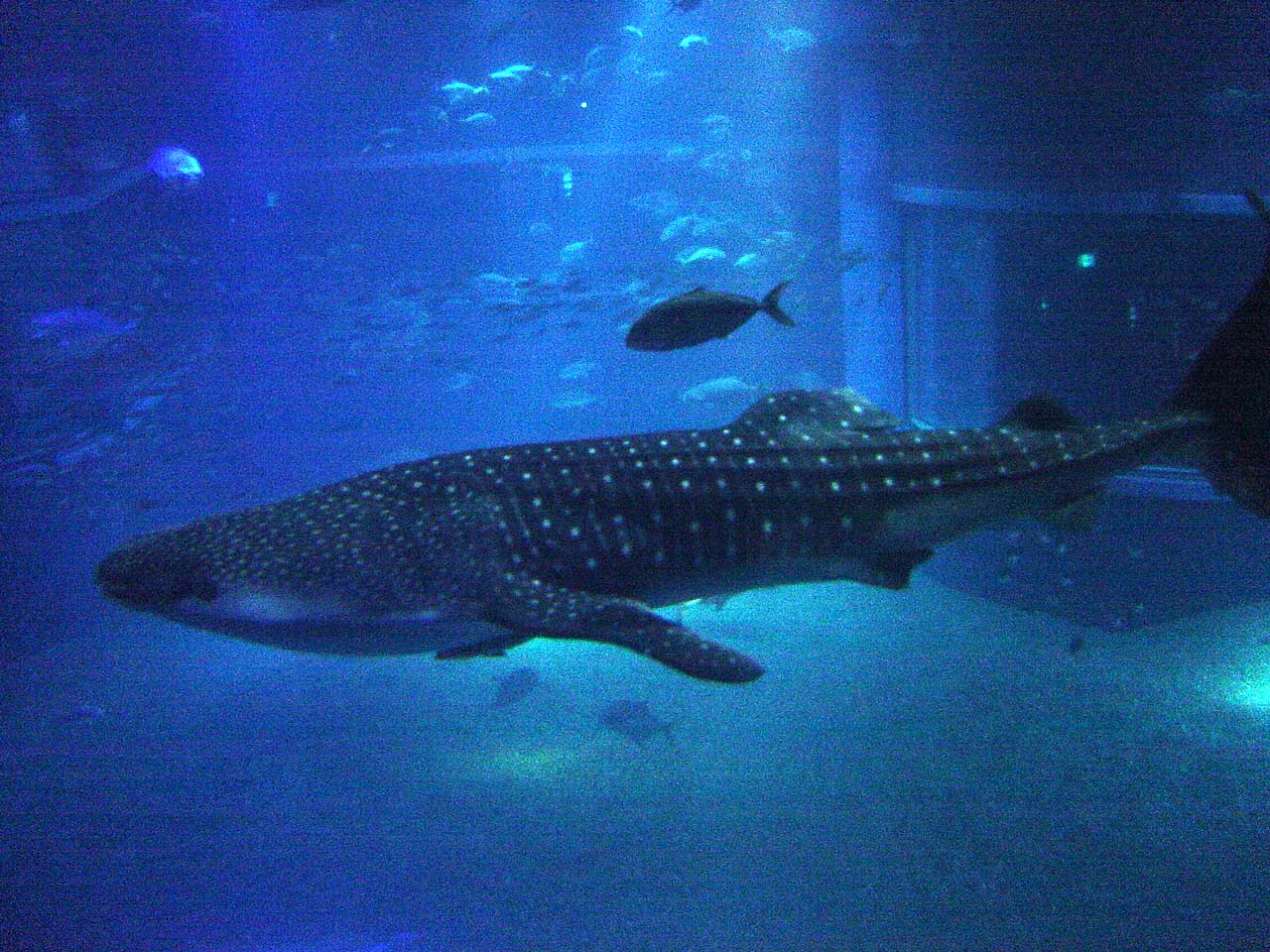
Tauró balena a l'aquari d'Osaka.

És una de les tres espècies de taurons que s'alimenten mitjançant un mecanisme de filtració de l'aigua, juntament amb el tauró pelegrí (Cetorhinus maximus) i el tauró bocaample (Megachasma pelagi). S'alimenta principalment de fitoplàncton, nècton, macro algues, i krill, però de vegades també ho fa de crustacis, com larves de cranc, calamars, i bancs de peixos petits, com les anxovetes, sardines, verat, i tonyina. Les nombroses dents de què disposa no juguen cap paper determinant en l'alimentació, de fet, són de mida reduïda. En lloc de dents, el tauró balena succiona gran quantitat d'aigua, i en tancar la boca la filtra a través de les seves pintes branquials. Al petit interval de temps entre que tanca la boca i obre les seves pintes branquials, el plàncton es queda atrapat en els denticles dermals. Aquest mecanisme de filtració prevé el pas de tot fluid entre les brànquies, i tot el que mesuri més de 2 o 3 mil·límetres de diàmetre queda atrapat, i immediatament engolit. S'ha observat que aquests taurons emeten una espècie de tos, que es tracta d'un mecanisme de neteja per expulsar l'acumulació de partícules d'aliments en les brànquies.
Localitza peixos o concentracions de plàncton mitjançant senyals olfactius, però en comptes de prendre l'aigua constantment, és capaç de bombar-la a través de les seves brànquies, i pot absorbir l'aigua a una velocitat d'1,7 l/s. El tauró balena no necessita avançar mentre s'alimenta, i moltes vegades se l'observa en posició vertical i movent-se amunt i avall mentre bomba i filtra l'aigua activament, al contrari que el tauró pelegrí (Cetorhinus maximus), que té una forma més passiva d'alimentar-se i no bomba l'aigua, sinó que en nedar condueix l'aigua cap a les seves brànquies.

## Reproducció

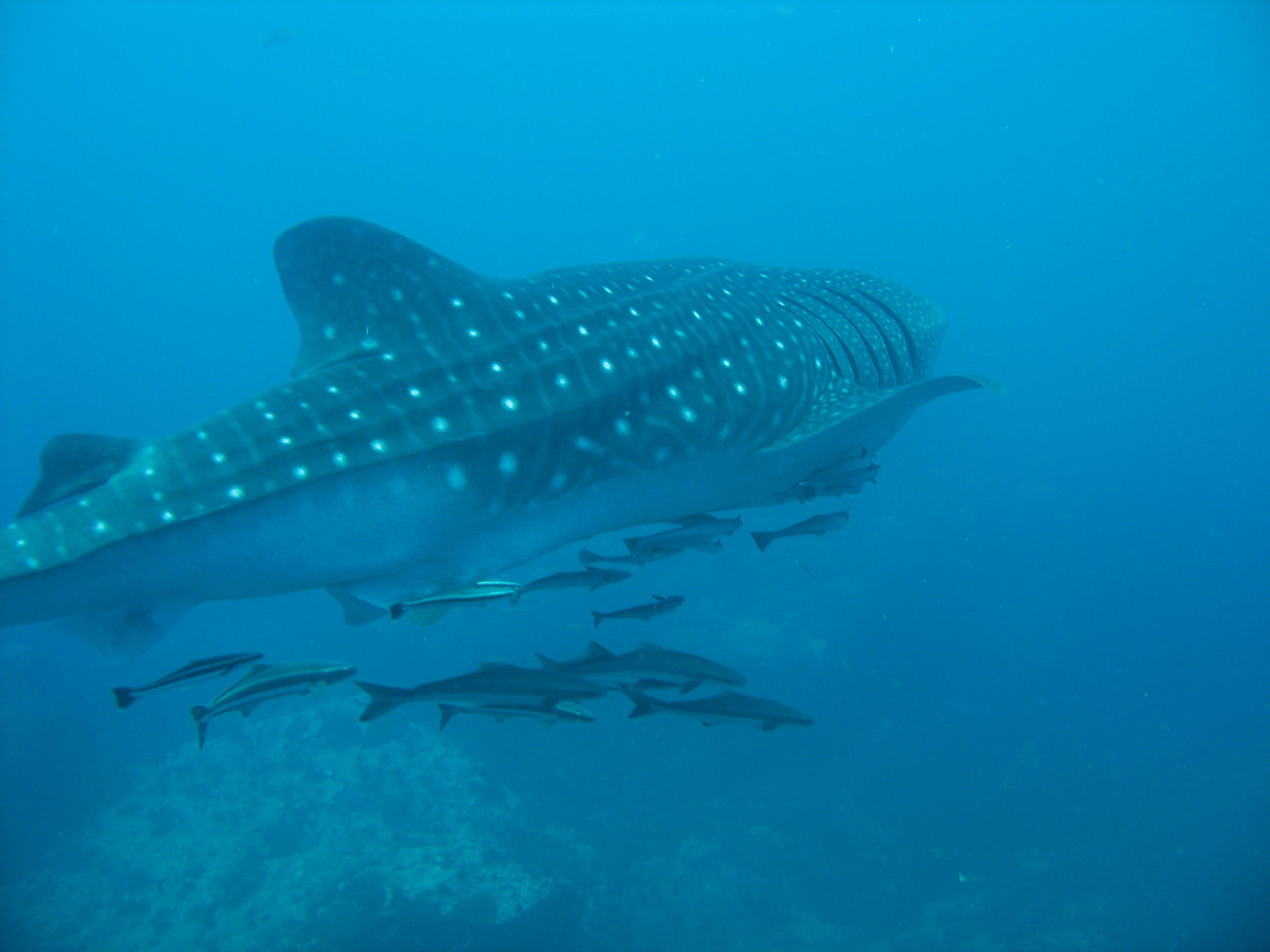
Tauró balena nedant amb altres peixos.

Els seus hàbits reproductius no estan molt clars. Mitjançant les observacions d'una femella el 1910 que tenia 16 ous en un dels seus oviductes es va deduir erròniament que eren vivípars. El 1956 es va dur a terme l'estudi d'un ou a la costa de Mèxic, i tot indicava que es tractava d'éssers ovípars, però el juliol del 1996 es va descobrir una femella en les costes de Taiwan que tenia uns 300 ous (el major registrat de totes les espècies de tauró), la qual cosa demostraria que són ovovivípars. Les cries surten de l'ou a l'interior de la seva mare, que els dona a llum vius.
Els taurons nounats solen mesurar entre 40 i 60 centímetres de longitud, però se sap poc d'ells, ja que els exemplars joves es deixen veure molt rarament, i no s'han fet estudis morfomètrics, ni se sap molt de la seva taxa de creixement. Aconsegueixen la maduresa sexual al voltant dels 30 anys, i viuen de mitjana uns 100 anys.

## Evolució
L'espècie de tauró balena ha estat descrita científicament per primera vegada el 1828, per Smith. La família dels rincodòntids, de la qual el tauró balena és la sola espècie sobrevivent, existeix des de fa 60 milions d'anys.

## Estat de conservació
El tauró balena és objectiu de la pesca artesanal i de la indústria pesquera a diverses zones costaneres, on es deixa veure ocasionalment. La població d'aquesta espècie és desconeguda, però és considerada per la UICN com una espècie en perill.
Serà prohibida i penada tota pesca, venda, importació i exportació de taurons balena per a propòsits comercials. A les Filipines s'aplica aquesta llei des del 1998, i a Taiwan des del maig del 2007, país on cada any se'n mataven aproximadament 100 exemplars.
Recents estudis han demostrat que el turisme pot estar canviant alguns dels aspectes de la vida d'aquest tipus de taurons. En concret, la pertorbació del seu hàbitat està suposant que es vegin desplaçats, fet pel qual tenen una major despesa energètica i ven reduïda la seva velocitat. A la llarga, això suposa un canvi en el seu ecosistema natural, per les moltes implicacions que el seu desenvolupament ordinari manté respecte a altres espècies.